# Jumbo Jet (Luna Park du Grau-du-Roi)
Jumbo Jet is een achtbaan in het Franse familiepretpark Amigoland in Le Grau-du-Roi.

## Details en geschiedenis
Jumbo Jet is een attractie van Anton Schwarzkopf. Het is een stalen achtbaan van het gelijknamige type Jumbo Jet. De attractie was in het bezit van de Duitse foorkramer Kinzler. In 1978 verkocht hij de attractie aan Walibi Belgium (toenmalige naam: Walibi).
In 1991 werd de baan gesloten, waarop hij gedemonteerd werd en verkocht aan de Franse foorkramer Xavier Lapère. Later werd Buzzsaw gebouwd op de plaats van Jumbo Jet.
In 2005 Xavier Lapère opende de baan in Amigoland, Le Grau-du-Roi in Frankrijk, een soort permanente kermis. Daar is hij tegenwoordig nog steeds operationeel.
Afbeeldingen · Geschiedenis van Walibi Belgium